# Littleton Waller Tazewell

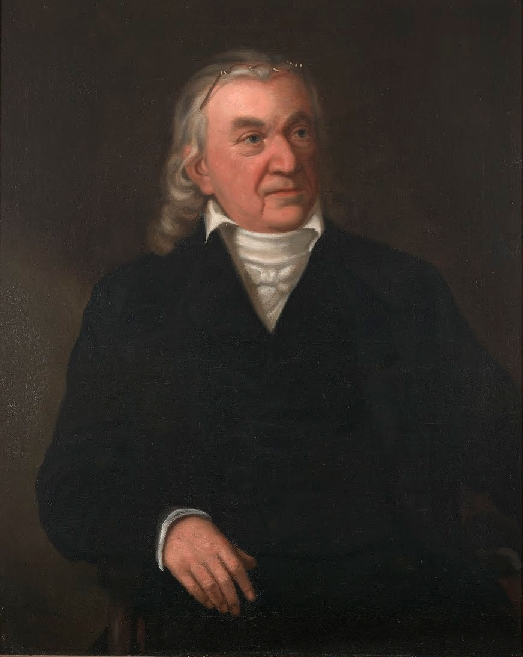
Littleton Waller Tazewell

Littleton Waller Tazewell, född 17 december 1774 i Williamsburg, Virginia, död 6 maj 1860 i Norfolk, Virginia, var en amerikansk politiker. Han representerade delstaten Virginia i båda kamrarna av USA:s kongress, först i representanthuset 1800-1801 och sedan i senaten 1824-1832. Han var guvernör i Virginia 1834-1836. Han var son till Henry Tazewell.
Littleton Waller Tazewell utexaminerades 1791 från The College of William & Mary. Han studerade sedan juridik och inledde 1796 sin karriär som advokat i James City County.
Kongressledamoten John Marshall avgick 1800 och efterträddes av demokrat-republikanen Tazewell. Han efterträddes i sin tur 1801 av John Clopton.
Senator John Taylor avled 1824 i ämbetet och efterträddes av Tazewell. Han var under sin tid i senaten en anhängare av Andrew Jackson och gick med i demokraterna. Han avgick 1832 och efterträddes av William Cabell Rives.
Tazewell bytte sedan parti till whigpartiet och efterträdde 1834 John Floyd som guvernör. Han efterträddes 1836 av Wyndham Robertson.